# 1251

## Починали
- 7 септември – Виола Ополска, княгиня на Ополе (р. ок. 1204 г.)